# Maja Hieke
Maja Hieke (* 7. September 1997 in Frankfurt am Main) ist eine deutsche Schauspielerin. Ihr Vater ist der Fernsehjournalist Andreas Hieke. 
Hieke nimmt seit mehreren Jahren Schauspielunterricht. 2016 bis 2017 spielte Hieke von Folge 845 bis Folge 896 der deutschen Fernsehserie Schloss Einstein die Rolle der Jule Hohenstein. Sie ist Protagonistin der Spielshow Checkpoint im ZDF.
Hieke studiert Sportjournalismus an der Deutschen Sporthochschule Köln.

## Filmografie
- seit 2014: Checkpoint, KIKA-Spielshow
- 2015: Der Taunuskrimi: Böser Wolf
- 2015–2017: Schloss Einstein (TV-Serie)
- 2016: Checkpoint – der große CO2 Battle (Fernsehshow)
- 2017: Draußen Schlafen, ZDF Tivi
- 2018: Checkpoint – der große Digital Battle
- 2019: Friday – Schlafe viel zu viel (Musikvideo)